# Discografia de Luiza Possi
A discografia de Luiza Possi, uma cantora, compositora e música brasileira, compreende sete álbuns de estúdio, dois álbuns ao vivo, dois DVDs e dezenove singles próprios. Em 2001 Luiza Possi assinou contrato com a Indie Records para gravação de seu primeiro álbum, após uma participação no Programa do Jô onde interpretou inesperadamente "Angel", canção de Sarah McLachlan, durante entrevista de sua mãe Zizi Possi.
Em 18 de setembro de 2002 é lançado o primeiro álbum, Eu Sou Assim, marcando sucessos como "Eu Sou Assim" e "Dias Iguais". As vendas superaram as 46 mil cópias em poucos meses de lançamento.46.000 Em 2003 Luiza Possi lançou a canção "Além do Arco-Íris para a trilha sonora da novela Chocolate com Pimenta, conquistando um grande sucesso e lançando posteriormente a versão em inglês da canção, "Over The Rainbow". Em 2004 o segundo álbum da cantora chega às lojas embalado pelo sucesso "Tudo Que Há de Bom", seguido por "Sair de Casa".
Em 2006 Luiza deixou a Indie Records e abriu sua própria gravadora, a LGK Music, tendo como distribuidora a EMI. No mesmo ano a cantora lança seu terceiro álbum, Escuta, trazendo grandes mudanças no estilo da cantora do pop para a MPB, sendo aclamado pela crítica. O álbum recebeu três indicação ao Grammy Latino. Em 2007 a LGK Music rompe com a EMI e passa a ser distribuída pela Som Livre, sendo que também lançado o primeiro álbum ao vivo e DVD da cantora, A Vida é Mesmo Agora - Ao Vivo.
Em 2009 é lançado seu quinto álbum, sendo o quarto em estúdio, Bons Ventos sempre Chegam, tendo dois sucessos, "Vou Adiante" e "Tudo Certo". Em 2011 Luiza prepara seu segundo álbum ao vivo e DVD, Seguir Cantando que será gravado no primeiro semestre no Citibank Hall, trazendo ainda participações de Ivete Sangalo.

## Álbuns

### Álbuns de estúdio
| Álbum                     | Detalhes                                                                                 |
| ------------------------- | ---------------------------------------------------------------------------------------- |
| Eu Sou Assim              | - Lançamento: 18 de setembro de 2002 - Formatos: CD, download digital - Gravadora: Indie |
| Pro Mundo Levar           | - Lançamento: 30 de agosto de 2004 - Formatos: CD, download digital - Gravadora: Indie   |
| Escuta                    | - Lançamento: 30 de janeiro de 2006 - Formatos: CD, download digital - Gravadora: LKG    |
| Bons Ventos Sempre Chegam | - Lançamento: 29 de maio de 2009 - Formatos: CD, download digital - Gravadora: LGK       |
| Sobre Amor e o Tempo      | - Lançamento: 20 de Novembro de 2013 - Formatos: CD, download digital - Gravadora: Radar |
| LP                        | - Lançamento: 11 de março de 2016 - Formatos: CD, download digital - Gravadora: ONErpm   |
| Microfonado               | - Lançamento: 11 de março de 2020 - Formatos: CD, download digital - Gravadora: Midas    |

### Álbuns ao vivo
| Álbum                         | Detalhes                                                                             |
| ----------------------------- | ------------------------------------------------------------------------------------ |
| A Vida é Mesmo Agora: Ao Vivo | - Lançamento: 1 de outubro de 2007 - Formatos: CD, download digital - Gravadora: LGK |
| Seguir Cantando               | - Lançamento: 30 de agosto de 2011 - Formatos: CD, download digital - Gravadora: LGK |

### Coletâneas

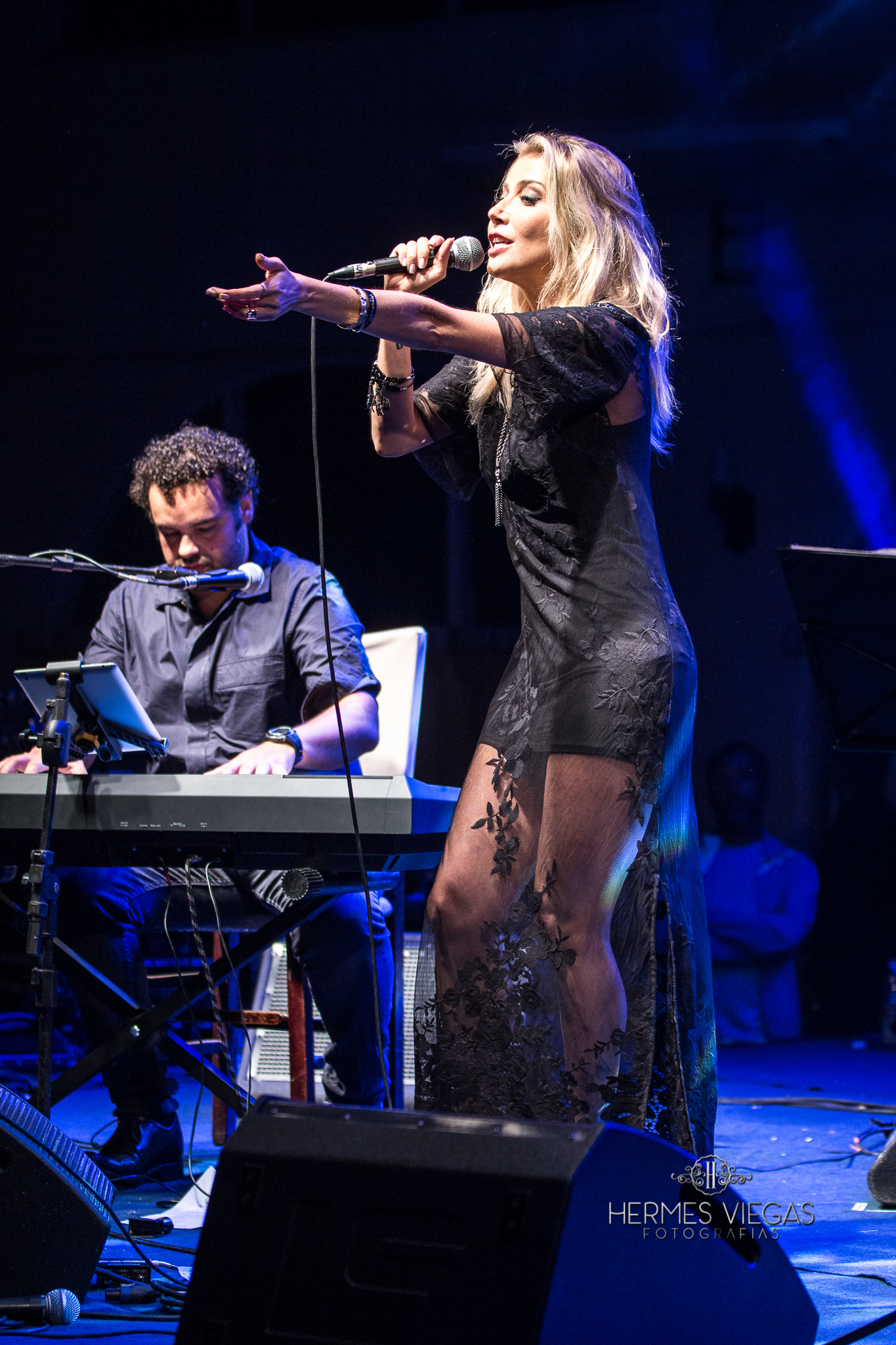
Luiza Possi (2017)

| Álbum    | Detalhes                                                          |
| -------- | ----------------------------------------------------------------- |
| Momentos | - Lançamento: 12 de junho de 2015 - Formatos: CD - Gravadora: LGK |

### Extended plays(EPs)
| Álbum               | Detalhes                                                                          |
| ------------------- | --------------------------------------------------------------------------------- |
| Você Sorriu Pra Mim | - Lançamento: 8 de agosto de 2019 - Formatos: Download digital - Gravadora: Midas |

## Singles

### Como artista principal
| Título                                   | Ano  | Álbum                         |
| ---------------------------------------- | ---- | ----------------------------- |
| "Dias Iguais"                            | 2002 | Eu Sou Assim                  |
| "Eu Sou Assim"                           | 2003 | Eu Sou Assim                  |
| "Quase um Segundo"                       | 2003 | Eu Sou Assim                  |
| "Além do Arco-Íris"                      | 2003 | Chocolate com Pimenta         |
| "Tudo Que Há de Bom"                     | 2004 | Pro Mundo Levar               |
| "Sair de Casa"                           | 2004 | Pro Mundo Levar               |
| "Seu Nome"                               | 2006 | Escuta                        |
| "Escuta"                                 | 2006 | Escuta                        |
| "Desenganos"                             | 2007 | Escuta                        |
| "Me Faz Bem"                             | 2007 | A Vida é Mesmo Agora: Ao Vivo |
| "Folhetim"                               | 2007 | A Vida é Mesmo Agora: Ao Vivo |
| "Tango de Nancy"                         | 2008 | A Vida é Mesmo Agora: Ao Vivo |
| "Eu, Não"                                | 2008 | A Vida é Mesmo Agora: Ao Vivo |
| "Eu Espero"                              | 2008 | Bons Ventos Sempre Chegam     |
| "Tudo Certo"                             | 2009 | Bons Ventos Sempre Chegam     |
| "Vou Adiante"                            | 2009 | Bons Ventos Sempre Chegam     |
| "Paisagem"                               | 2010 | Bons Ventos Sempre Chegam     |
| "Ainda é Tudo Seu" (part. Thiaguinho)    | 2011 | Seguir Cantando               |
| "Deixa Estar"                            | 2012 | Seguir Cantando               |
| "Minha Companhia"                        | 2012 | Não adicionado à nenhum álbum |
| "Cacos de Amor" (part. Zizi Possi)       | 2013 | Seguir Cantando               |
| "Tempo em Movimento" (part. Lulu Santos) | 2013 | Sobre Amor e o Tempo          |
| "Pra Te Lembrar"                         | 2015 | Sobre Amor e o Tempo          |
| "Insight"                                | 2016 | LP                            |
| "Aventura"                               | 2016 | LP                            |
| "Sem Pressa"                             | 2016 | LP                            |
| "Lembra"                                 | 2017 | Não adicionado à nenhum álbum |
| "A Lista" (part. Oswaldo Montenegro)     | 2017 | Não adicionado à nenhum álbum |
| "Amanheceu" (part. De Maria)             | 2018 | Não adicionado à nenhum álbum |
| "Desejo Preferido"                       | 2019 | Não adicionado à nenhum álbum |
| "Você Sorriu pra Mim"                    | 2019 | Você Sorriu pra Mim           |
| "Cielito Lindo"                          | 2020 | Microfonado                   |
| "Vem Depressa" (com Vitor Kley)          | 2020 | Microfonado                   |
| "Só Seu"                                 | 2020 | Não adicionado à nenhum álbum |
| "Cheiro de Filho"                        | 2020 | Não adicionado à nenhum álbum |
| "Esperando a Hora"                       | 2021 | Não adicionado à nenhum álbum |
| "Só Seu"                                 | 2022 | Não adicionado à nenhum álbum |
| "Agridoce" (part. Lulu Santos)           | 2022 | Não adicionado à nenhum álbum |
| "Amor sem Pausa"                         | 2022 | Não adicionado à nenhum álbum |

## Outras Aparições
| Ano  | Canção                              | Artista                             | Álbum                                    |
| ---- | ----------------------------------- | ----------------------------------- | ---------------------------------------- |
| 2000 | "Mil Vezes"                         | LS Jack                             | Olho por Olho, Gente por Gente           |
| 2003 | "Haja o Que Houver"                 | Zizi Possi                          | Pure Brazil: Bossa4Two                   |
| 2005 | "Coração de Papel"                  | —                                   | Um Barzinho, um Violão - Jovem Guarda    |
| 2006 | "Este Seu Olhar"                    | Osmar Castro Neves                  | Casa de Bossa                            |
| 2007 | "Gandaia das Ondas / Pedra e Areia" | —                                   | Café Octavio & Nova Brasil FM            |
| 2008 | "Dias Iguais"                       | —                                   | Mulher 2                                 |
| 2008 | "Paisagem na Janela"                | —                                   | Flores do Clube da Esquina               |
| 2008 | "Teletema"                          | —                                   | Um Barzinho, um Violão - Novelas Anos 70 |
| 2008 | "Com Lágrimas Na Voz"               | Guilherme Vergueiro e Paulinho Lima | Parceria                                 |
| 2008 | "Alegre Menina"                     | Mart'nália                          | Madrugada                                |
| 2009 | "Canzone Per Te"                    | Zizi Possi                          | Elas Cantam Roberto Carlos               |
| 2012 | "Sorri (Smile)"                     | Fábio Júnior                        | Íntimo - ao Vivo                         |
| 2012 | "Tudo Certo"                        | —                                   | Íntimo - ao Vivo                         |
| 2012 | "Ainda é Tudo Seu"                  | Thiaguinho                          | Ousadia & Alegria                        |
| 2015 | "Fantástico"                        | Chay Suede e Orquestra              | Especial Globo 50 Anos (Ao Vivo)         |
| 2015 | "Recado"                            | Gonzaguinha                         | Presente                                 |
| 2016 | "É, Foi Você"                       | Barbara Rodrix                      | Eu Mesmo                                 |
| 2016 | "Azul de Presunto"                  | Nando Reis                          | Jardim-Pomar                             |

## Trilhas Sonoras

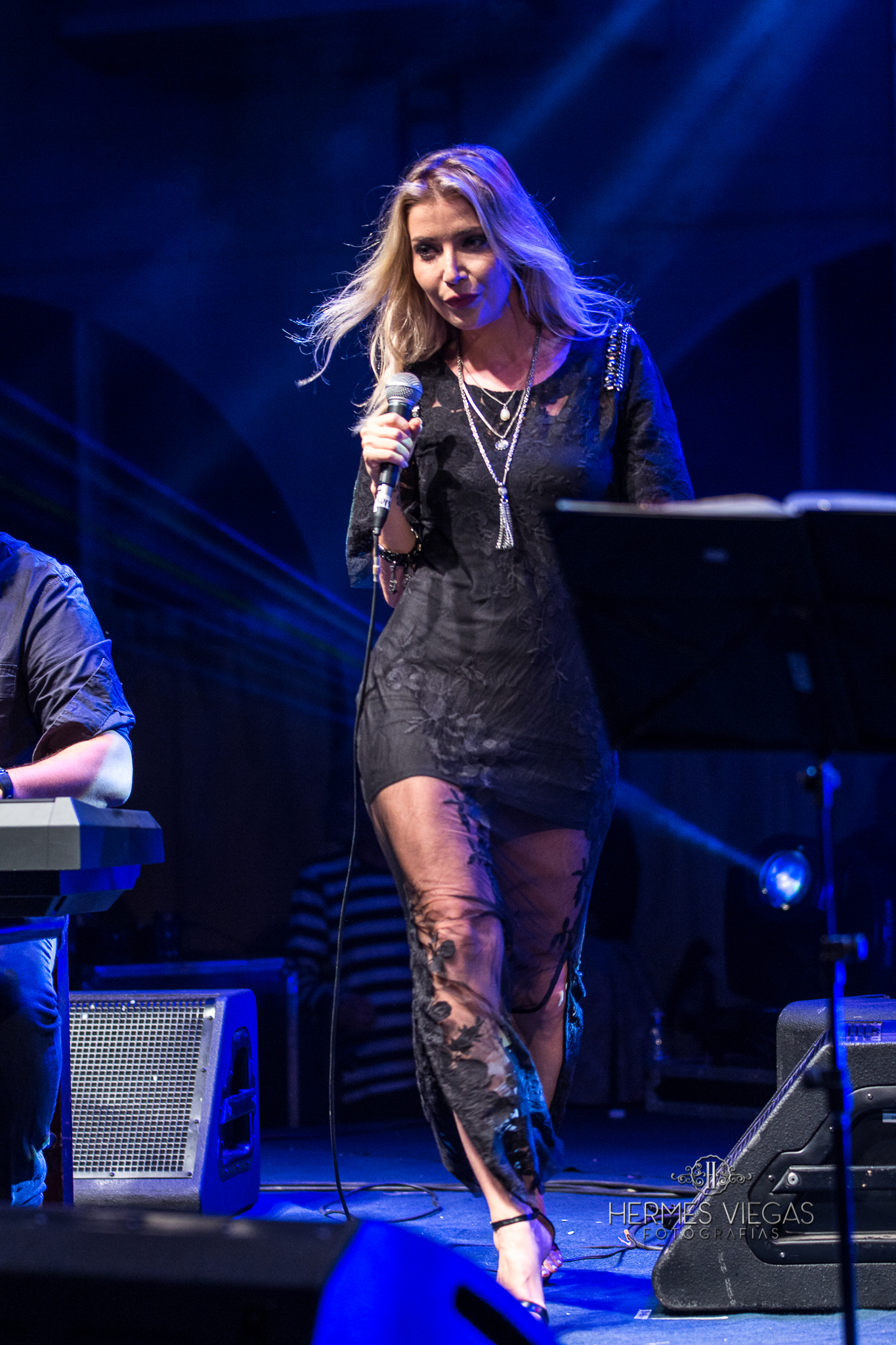
Luiza Possi (2017)

| Ano  | Canção                             | Álbum                 | Nota                                        |
| ---- | ---------------------------------- | --------------------- | ------------------------------------------- |
| 2002 | "Dias Iguais"                      | Marisol               | Tema de Marisol Ribeiro                     |
| 2003 | "Eu Sou Assim"                     | Mulheres Apaixonadas  | Tema de Rafael Calomeni                     |
| 2003 | "Quase Um Segundo"                 | Jamais Te Esquecerei  |                                             |
| 2003 | "Over The Rainbow"                 | Chocolate com Pimenta | Tema de Mariana Ximenes                     |
| 2003 | "Além do Arco-Íris"                | Chocolate com Pimenta | Tema de Mariana Ximenes                     |
| 2004 | "Tudo Que Há de Bom"               | Senhora do Destino    | Tema de Débora Falabella                    |
| 2005 | "Em Busca da Felicidade"           | A Lua me Disse        |                                             |
| 2006 | "Seu Nome"                         | Páginas da Vida       | Tema de Louise Cardoso                      |
| 2006 | "Escuta"                           | Pé na Jaca            | Tema de Carla Marins                        |
| 2007 | "Eu Sou Assim"                     | Amigas e Rivais       | Tema de Thaís Pacholeck                     |
| 2007 | "Folhetim"                         | Duas Caras            | Tema de Flávia Alessandra                   |
| 2011 | "Desculpe o Auê"                   | Rebelde               | Tema de Adriana Garambone                   |
| 2013 | "Cacos de Amor (Part. Zizi Possi)" | Flor do Caribe        | Tema de Grazi Massafera e Henri Castelli    |
| 2015 | "Pra Te Lembrar"                   | Sete Vidas            | Tema de Isabelle Drummond e Jayme Matarazzo |
| 2016 | "Sem Pressa"                       | Haja Coração          | Tema de Cléo Pires e Malvino Salvador       |

## DVDs
| Álbum                         | Detalhes                                                                                   |
| ----------------------------- | ------------------------------------------------------------------------------------------ |
| A Vida é Mesmo Agora: Ao Vivo | - Lançamento: 1 de outubro de 2007 - Formatos: CD, download digital - Gravadora: LGK Music |
| Seguir Cantando               | - Lançamento: 30 de agosto de 2011 - Formatos: CD, download digital - Gravadora: LGK Music |